# Boeing B-29 Superfortress
Boeing B-29 Superfortress byl americký čtyřmotorový těžký bombardér poháněný pístovými motory, používaný americkým letectvem během druhé světové války a korejské války. Jméno dostal v odkazu na svého předchůdce - B-17 Flying Fortress a navržen byl pro účely strategického bombardování z velkých výšek, ale také vynikal v nočním bombardování zápalnými pumami z nízkých výšek nebo při shazování námořních min při blokádě Japonska. B-29 také svrhl atomové pumy na Hirošimu a Nagasaki, které přispěly ke konci druhé světové války.
B-29 (Boeing Model 345) byl jeden z největších letounů, které byly nasazeny do bojových operací během druhé světové války. Měl nejmodernější technologii té doby, včetně přetlakové kabiny, třístopého zatahovacího podvozku a systém řízení palby s analogovým počítačem, který jednomu střelci a důstojníkovi řízení palby umožnil přímo ovládat čtyři střelecké věže. Náklady během vývoje a výroby se vyšplhaly na 3 miliardy dolarů (což odpovídá dnešním 43 miliardám dolarů) a značně převýšily náklady na projekt Manhattan ve výši 1,9 miliard dolarů, čímž se program B-29 stal nejdražším za celou válku.
Pokročilá konstrukce umožnila B-29 zůstat v provozu v různých rolích po celá padesátá léta. Typ byl vyřazen na začátku šedesátých let po 3 970 vyrobených kusech.
Několik z nich bylo použito jako létající televizní vysílače společností Stratovision. Královské letectvo B-29 provozovalo jako Washington do roku 1954.
B-29 byl předchůdcem řady bombardérů, transportních letounů, létajících tankerů, průzkumných letadel a cvičných letounů společnosti Boeing. B-50 Superfortress s jinými motory se stal prvním letounem, který provedl nepřetržitý let kolem světa během 94 hodinového letu v roce 1949. Nákladní letoun Boeing C-97 Stratofreighter poprvé vzlétl v roce 1944 a v roce 1947 ho následovala jeho komerční varianta Boeing 377 Stratocruiser. Tato derivace, když z bombardéru vznikl dopravní letoun, byla podobná evoluci B-17/Model 307. V roce 1948 Boeing představil létající tanker KB-29, v roce 1950 pak KC-97, derivát modelu 377. Mezi varianty nákladního letounu Stratocruiser s velkým objemem patří Guppy/Mini Guppy/Super Guppy, které zůstávají v provozu u NASA a dalšími operátorů.
V SSSR vznikla pomocí zpětného inženýrství nelicencovaná kopie Tupolev Tu-4.
Více než dvacet letounů B-29 zůstává jako statické exponáty, ale pouze dva, Fifi a Doc, jsou stále letuschopné.

## Vznik a vývoj

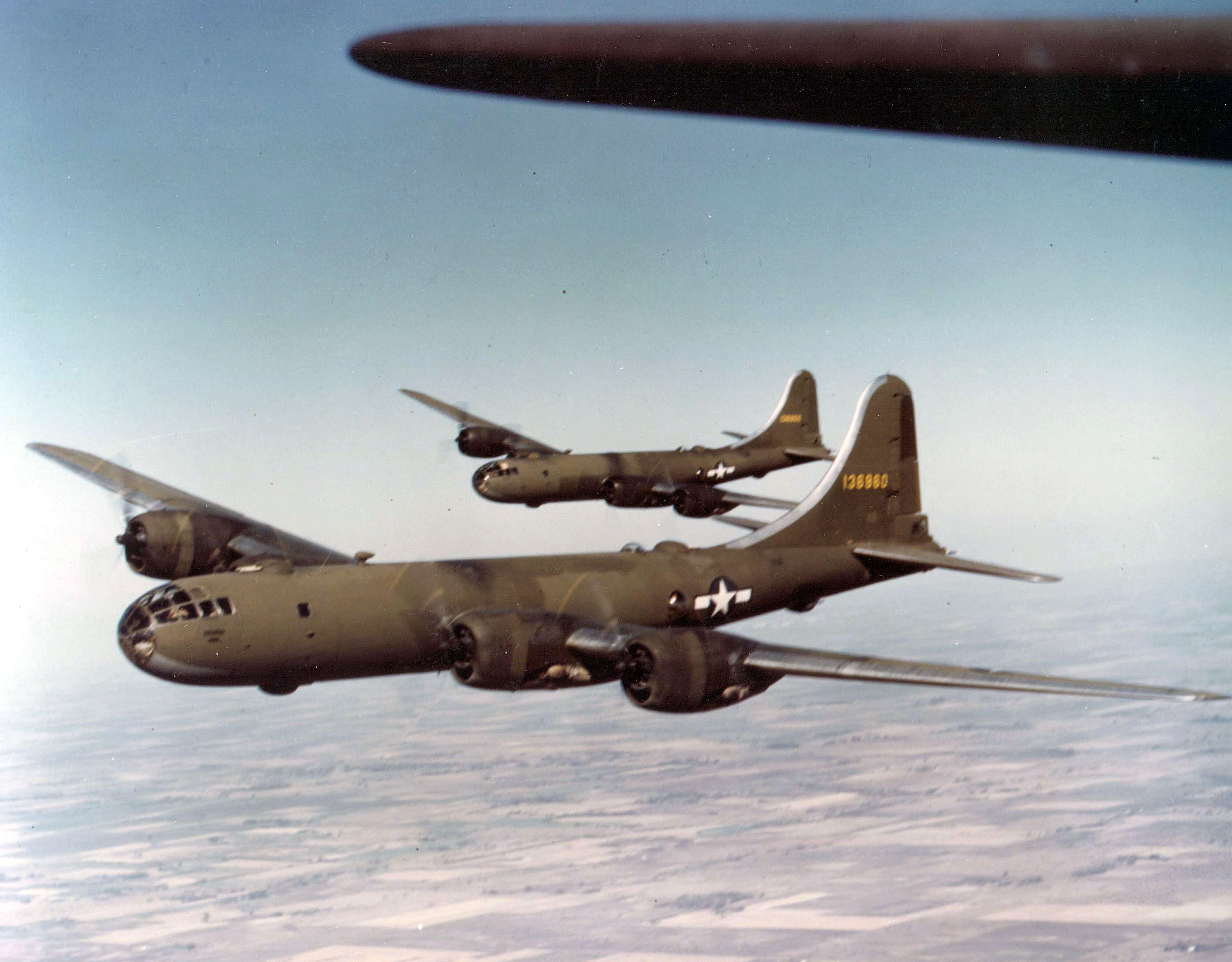
Dvojice YB-29 z první série

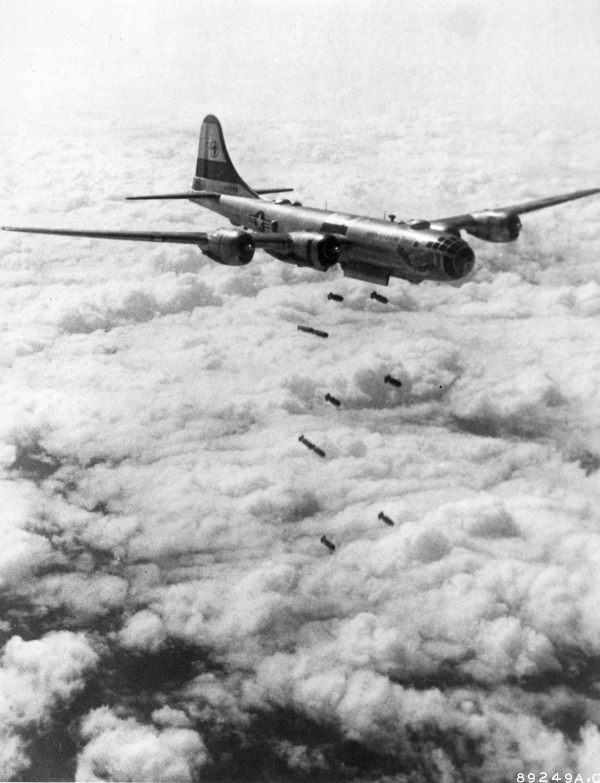
B-29 během bombardování nad Koreou

Na konci roku 1939 převzaly společnosti Boeing Airplane Company, Consolidated Aircraft, Douglas Aircraft a Lockheed Corporation od generálního štábu amerického letectva základní požadavky na výkony nového bombardéru se schopností dopravit 10 000 kg pum do vzdálenosti 4 000 km, dosáhnout rychlosti 640 km/h a doletem 8 600 km. Za vítěze soutěže byl vybrán Boeing, který pro svůj projekt XB-29 v srpnu a prosinci 1940 obdržel kontrakt na stavbu tří prototypů.
První prototyp poháněný čtveřicí osmnáctiválcových hvězdicových motorů Wright R-3350 Duplex Cyclone o výkonu po 1 618 kW vzlétl 21. září 1942, kdy již bylo pro USAAF předběžně objednáno 1 600 strojů. Druhý prototyp byl ztracen včetně osádky zalétávacího pilota „Eddie“ Allena při havárii 18. března 1943. Zdlouhavý a nákladný vývoj komplikovaly i nevyzrálé pohonné jednotky, z nichž každá byla vybavena dvěma turbokompresory poháněnými výfukovými plyny.
Vysoké požadavky na výkony se odrazily v technologické náročnosti konstrukce. Aplikováno bylo mnoho technických novinek, do té doby na sériových letounech použitých buď výjimečně či vůbec. V celokovovém draku byly tři přetlakové kabiny spojené tunelem nad pumovnicemi, zdvojený příďový podvozek, Fowlerovy klapky na většině křídla, palubní kamerový systém, či systémem General Electric dálkově ovládané čtyři střelecké věže s páry kulometů M2 Browning ráže 12,7 mm. Maximální náklad pum činil 9072 kg.
Po čtrnáctikusové ověřovací sérii YB-29, z nichž první letoun vzlétl 26. června 1943, bylo objednáno prvních 250 sériových letounů B-29. Sériová výroba byla realizována v závodech Boeing ve Wichitě a Rentonu, závodech Glenn L. Martin Company v Omaze a Bell Aircraft Corporation v Mariettě.
Od ledna 1944 byla v Rentonu zavedena produkce verze B-29A se zvětšeným rozpětím o 0,3 m, motory R-3350-57 nebo -59 a s rozšířenou výzbrojí v přední horní střelecké věži na 4 kulomety (výrobní bloky 25-90). V říjnu 1944 se objevily fotoprůzkumné stroje se sadou kamer K-18 a K-22 označované F-13.
Letouny B-29B vyráběné firmou Bell byly odlehčeny a vyzbrojeny pouze dvojicí kulometů v ocasním střelišti Bell bez kanónu M2 ráže 20 mm.
V roce 1944 byly původní pohonné jednotky jednoho B-29A zaměněny za hvězdicové Pratt & Whitney R-4360, čímž vznikl prototyp XB-44. Následující rok byl zařazen do výroby pod označením B-29D, které se ještě před dodáním letounů změnilo na Boeing B-50 Superfortress.
V roce 1945 byly letecké optické kamery fotoprůzkumných F-13 nahrazovány elektronickou výstrojí pro strategický průzkum. Označení bylo změněno na FB-29A, od roku 1948 pak RB-29A.

## Nasazení

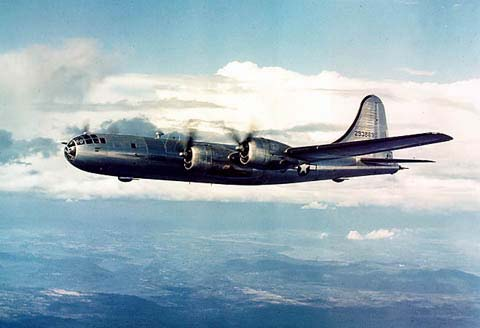
Boeing B-29 Superfortress

První B-29 převzaly jednotky v září 1943. K prvnímu bojovému nasazení došlo 5. června 1944. Bombardéry B-29 58. bombardovacího křídla startující ze základen v Indii bombardovaly železnici v Bangkoku v Thajsku. Akce byla součástí operace Matterhorn. Ze základen v Číně byly Superfortressy poprvé operačně nasazeny 15. června 1944, kdy 68 strojů bombardovalo ocelárny ve městě Jawata na ostrově Kjúšú v Japonsku. Tato akce byla začátkem strategického bombardování japonských ostrovů.
Od konce roku 1944 byly nasazovány ze základen na Guamu, Saipanu a Tinianu.
V posledním roce války měly B-29 největší podíl na bombardování Japonska. Například v noci z 9. na 10. března 1945 provedlo 279 Superfortressů nálet na Tokio při vlastní ztrátě 14 letounů.
V rámci Operace Starvation upravené B-29 313. bombardovacího křídla svrhly mezi březnem a srpnem 1945 více než 12 000 námořních min do okolí japonských přístavů, které potopily, nebo poškodily přibližně 670 lodí.

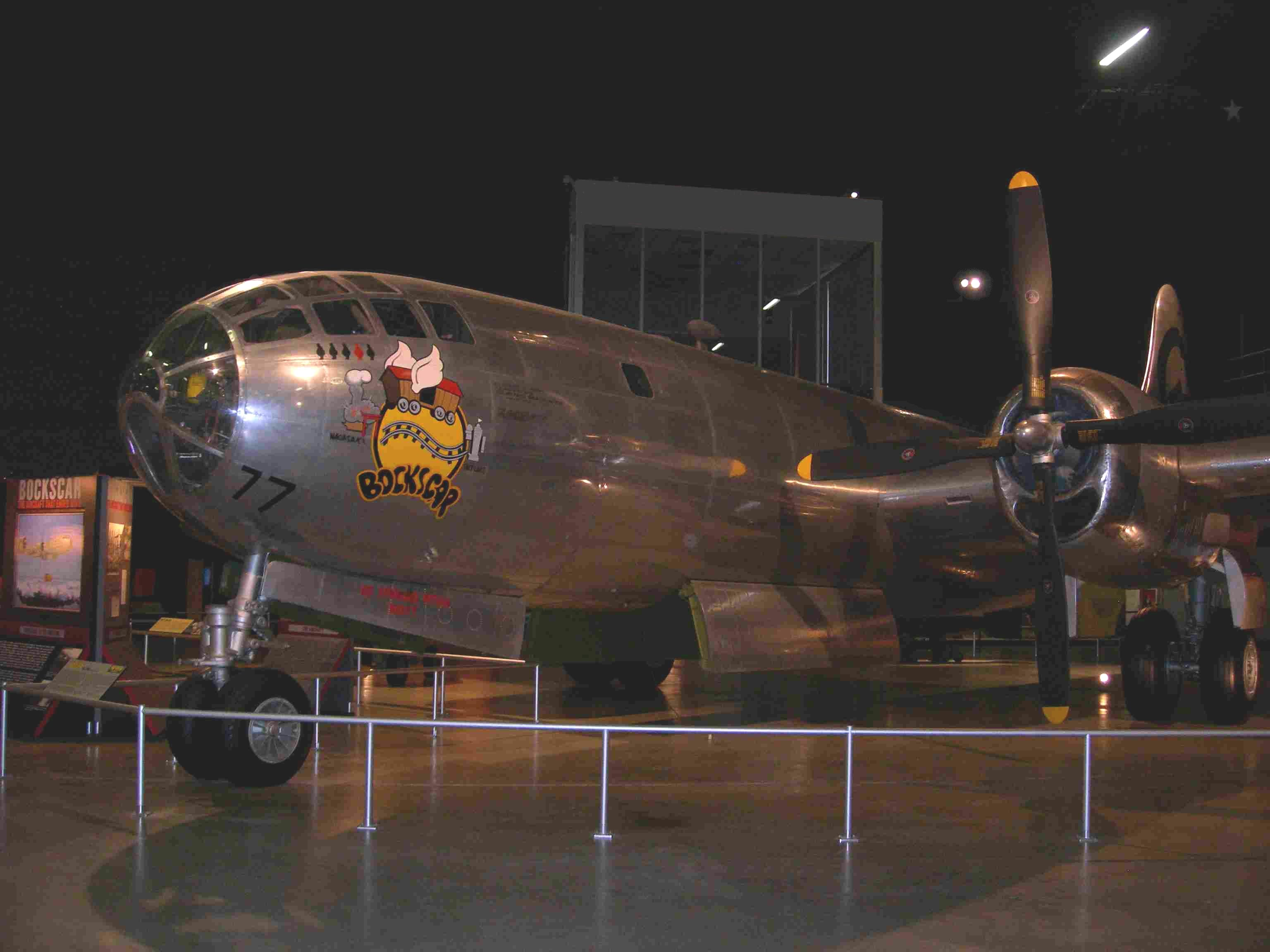
B-29 „Bockscar“ v Národním muzeu Letectva Spojených států amerických.

Upravené letouny „Silverplate“ B-29 „Enola Gay“ a „Bockscar“ od 393. BS, 509. CG (393rd Bombardment Squadron, 509th Composite Group ~ 393. bombardovací squadrona 509. smíšené skupiny) USAAF startující z Tinianu byly použity jako nosiče atomových pum, které 6. a 9. srpna 1945 zničily města Hirošima a Nagasaki.
V roce 1950 bylo 88 kusů B-29 a B-29A zařazeno do jednotek RAF jako Boeing Washington B.Mk I, které sloužily do roku 1958.
Oproti jiným bombardérům zůstal B-29 ve službě dlouho po válce a řada z nich byla použita i během války v Koreji – poslední byl vyřazen ze služby u USAF až v červnu 1960.
Upravená kopie B-29 se po druhé světové válce vyráběla i v SSSR pod označením Tupolev Tu-4, s použitím sovětských komponent. Vznikla podle vzoru amerických strojů, které se Sovětům podařilo získat díky nouzovým přistáním celkem tří B-29 na sovětském území. Během války v Tichomoří měl totiž SSSR uzavřenou smlouvu s císařským Japonskem o neutralitě a na jejím základě byly stroje internovány.

## Dochované letouny
V roce 2025 existovaly poslední dva letuschopné letouny B-29 Superfortress. Oba ve Spojených státech amerických. B-29 „Fifi“ (sériové číslo 44-62070) provozuje organizace Commemorative Air Force a B-29 „Doc“ (sériové číslo 44-69972) provozuje nezisková organizace Doc’s Friends. Další letouny B-29 jsou součástí muzejních sbírek a expozic.

## Varianty

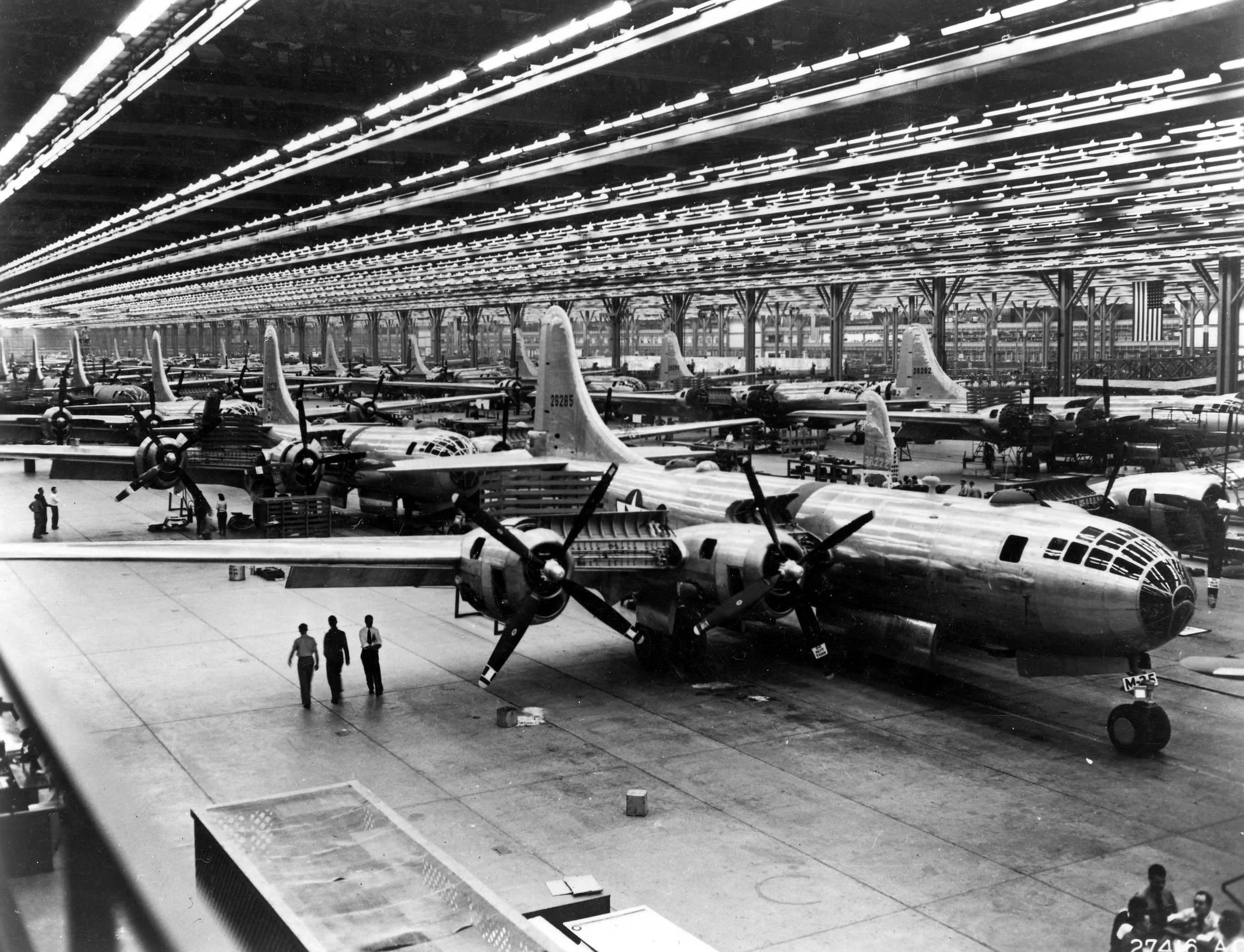
Výrobní linka Boeingu ve městě Wichita v Kansasu (1944)

- XB-29 - Boeing Model 345 vznikl ve třech prototypech (41-0002, 41-0003, 41-18335).[9]
- YB-29 - byl vylepšený model XB-29 s motory Wright R-3350-21 od předchozí verze se lišil čtyřlistými vrtulemi. Bylo vyrobeno 14 kusů pro testy.
- B-29 - 1. sériová verze B-29 bylo vyrobeno 2513 letounů B-29. Část z těchto letounů byla vyrobena ve variantě Silverplate, která byla použita pro atomové bombardování.[10]
- B-29A - vylepšená varianta B-29 s horní přední střeleckou věží se čtyřmi kulomety a zvětšeným rozpětím.[11]
- B-29B - B-29 se sníženou hlavňovou výzbrojí a větší kapacitou pumovnice.[11] Byly také vybaveny radarem APQ-7.[12]
- B-29C - B-29A s jinými motory. Objednávka byla zrušena.[13]
- B-29D (XB-44) - Vylepšená varianta B-29 s motory  Pratt & Whitney R-4360-35, která byla po válce označena jako B-50.
- XB-29E - upravená varianta B-29 pro testování systému řízení palby.[14]
- XB-29F - šest upravených B-29 pro provoz v chladném podnebí Aljašky.
- XB-29G - B-29 upravený pro testování proudových motorů. Proudový motor byl vynášen v pumovnici, za letu mohl být vysunut do proudu vzduchu pod letounem.[15]
- XB-29H určený pro testování výzbroje.[16]
- YB-29J, YKB-29J, RB-29J šest letounů bylo konvertováno na YB-29J, pro experimenty s motory R-3350-79. 2 byly později přestavěny na létající tankery YKB-29J, zbytek na průzkumné RB-29J.
- KB-29 - B-29 modifikovaný jako letoun pro doplňování paliva.
- EB-29 - Mateřský letoun pro vypouštění letadel (Bell X-1, McDonnell XF-85 Goblin).
- RB-29J (RB-29, FB-29J, F-13, F-13A) - určeny pro fotografický průzkum.
- SB-29 - varianta pro pátrací a záchranné účely. Šestnáct B-29 bylo upraveno pro nesení člunu A-3.
- TB-29 - určeny pro výcvik posádek B-29 a v padesátých letech jako radarové cíle, při vyvíjení taktik pro záchytné stíhačky.
- WB-29 - pro meteorologický průzkum.
- Airborne Early Warning - letoun včasné výstrahy. Tři letouny byly vybaveny radarem AN/APS-20.
- MX-767 Banshee - projekt na přeměnu B-29 na dálkové řízené střely. Žádná přestavba nebyla realizována.
- Navy P2B patrol bomber - čtveřice letounů amerického námořnictva pro dálkové průzkumné/hlídkové lety. Jeden letoun posloužil pro vypouštění letounu Douglas D-558-2 Skyrocket
- XB-39 - YB-29 s motorem  Allison V-3420

## Uživatelé
- Spojené státy americké
  - United States Army Air Forces
  - United States Air Force (po r. 1947)
- Spojené království
  - Royal Air Force (po r. 1950 - jako Boeing Washington B.Mk.1)

## Specifikace (B-29A)

Nákres B-29

Údaje podle

### Technické údaje
- Osádka: 10–14
- Rozpětí: 43,36 m
- Délka: 30,18 m
- Výška: 9,02 m
- Nosná plocha: 161,28 m²
- Geometrická štíhlost křídla: 11,49
- Hmotnost prázdného letounu: 33 795 kg
- Vzletová hmotnost: 54 431 kg
- Maximální vzletová hmotnost: 61 560 kg
- Pohonná jednotka: 4 × dvouhvězdicový osmnáctiválec Wright R-3350-23 Duplex Cyclone

### Výkony
- Maximální rychlost v 6100 m: 575 km/h
- Ekonomická cestovní rychlost: 467 km/h
- Operační dostup: 11 150 m
- Čas výstupu do 7620 m: 43 minut
- Dolet s pumovým nákladem 2268 kg, ve výšce 7620 m: 5230 km
  - pro přelet: 9012–9656 km
- Plošné zatížení: 379,7 kg/m²
- Poměr hmotnost/výkon: 9,33 kg/kW

### Výzbroj
- 8-10 × kulomet M2 Browning ráže 12,7 mm v otočných věžích
- 1 kanón ráže 20 mm a 2 kulomety M2 v zadním střelišti (20mm kanón se později demontoval)
- až 9072 kg pum ve dvou pumovnicích